# 충원먼역

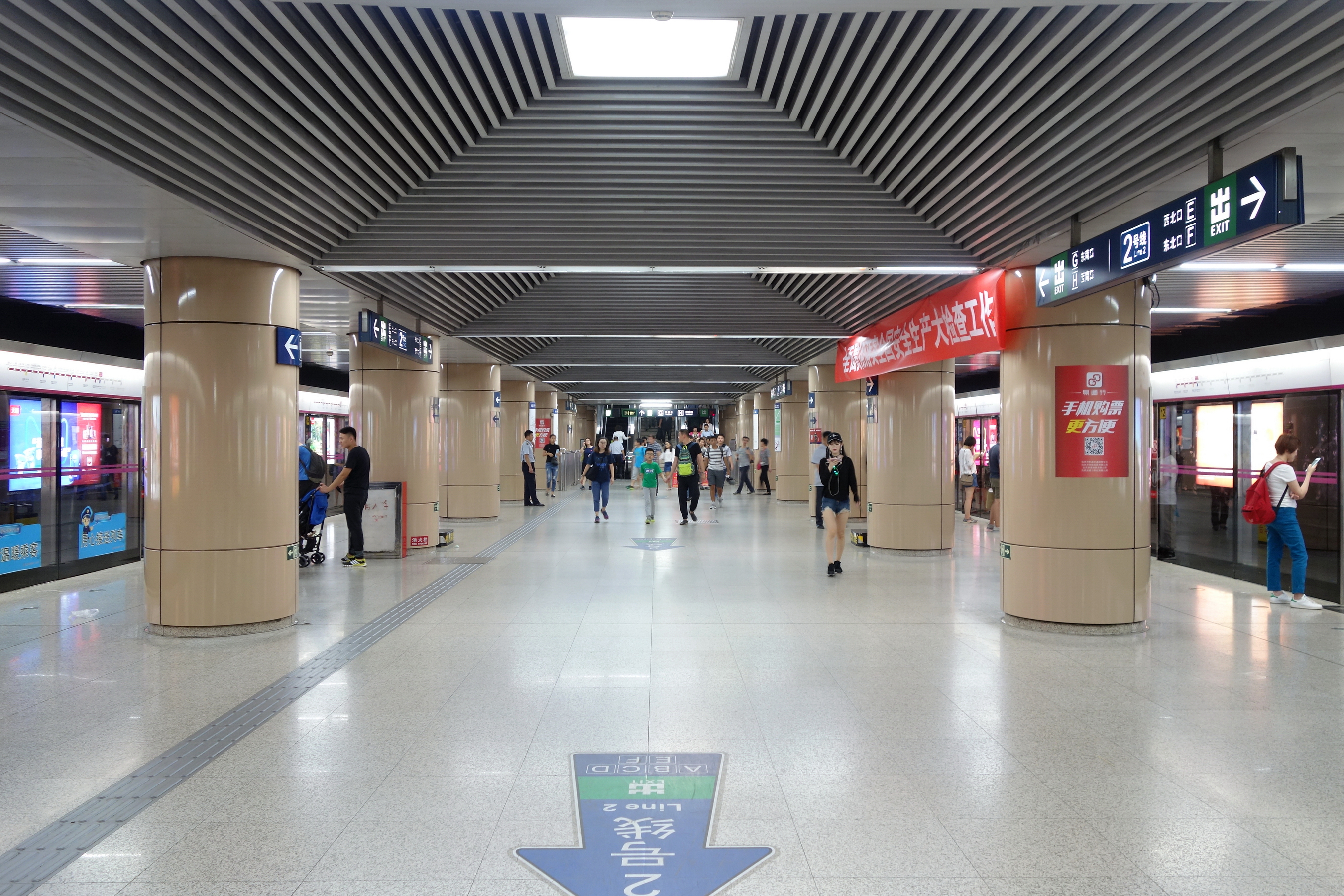
충원먼 역 승강장 (5호선)

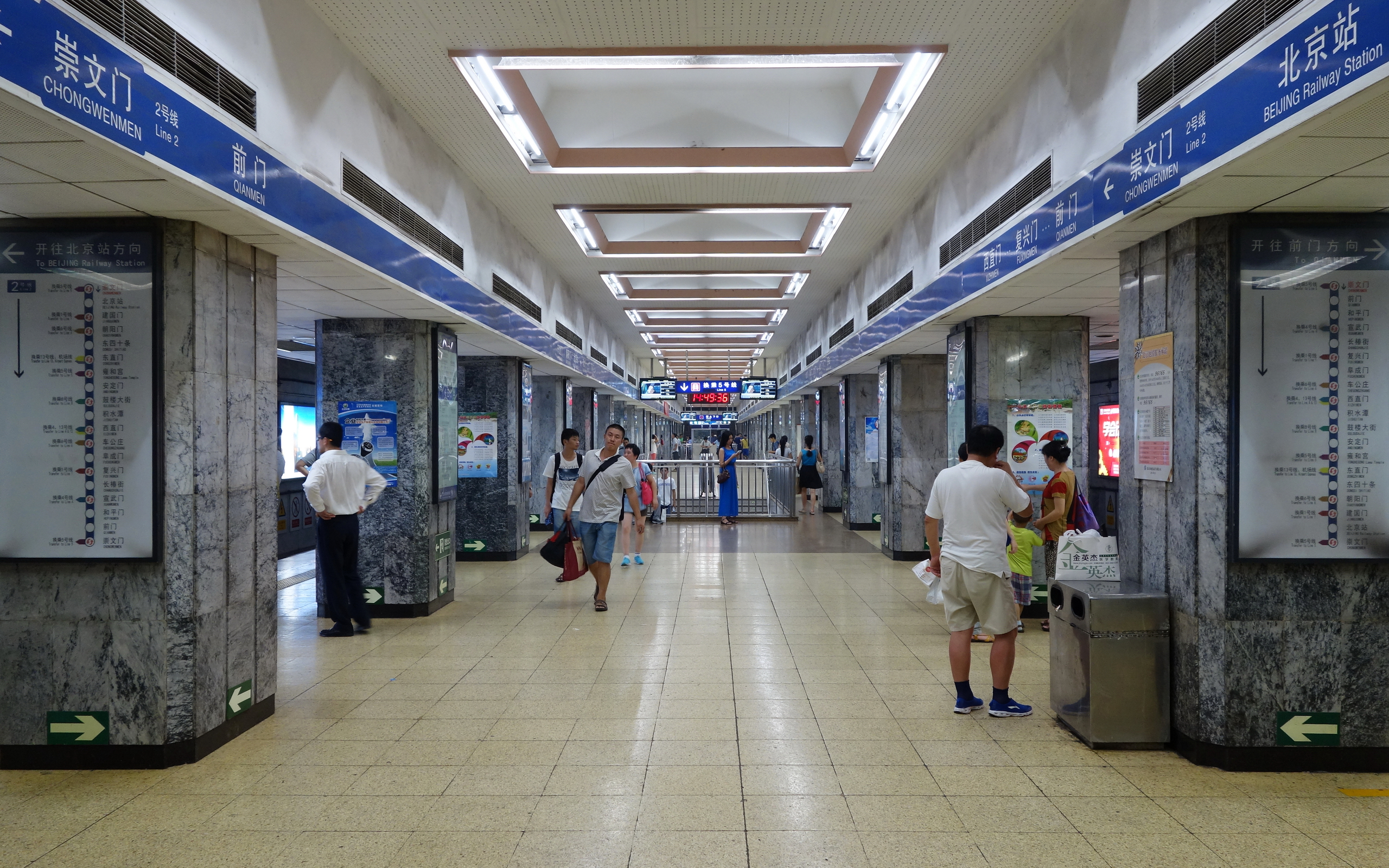
충원먼 역 승강장 (2호선)

충원먼역(崇文门站)은 중화인민공화국 베이징시에 있는 베이징 지하철 2호선과 5호선의 역이다. 역 번호는 2호선이 209. 2호선역은 1971년 베이징 지하철 1기공정 시기에 개장되었고, 5호선역은 2007년 10월 7일에 지어졌다.

## 위치
이 역은 베이징시 둥청구 충원먼 동·서대가, 베이징역 서가, 충원먼 내·외대가 교차로에 위치하고 있다. 2호선 역은 충원먼 서대가를 따라 동서로, 5호선 역은 충원먼 내·외대가를 따라 남북으로 배치되어 있다.

## 구조
2호선과 5호선 역은 모두 지하 역이며, 모두 섬식 승강장으로 설계되어 있다. 5호선 충원먼역은 기존의 2호선 역의 동쪽 끝과 합류하여 그 아래를 통과한다. 5호선 역은 총 길이 209m, 총 너비 24.2m다.
| 지면     | 출구                               | A–H출구                           |
| 지하 1층 | 2호선 대합실                       |                                   |
| 지하 2층 | 환승통로                           | 2호선, 5호선 환승통로             |
| 지하 2층 | 5호선 대합실                       |                                   |
| 지하 2층 | ← ■ 2호선 내선순환 방면(첸먼)      |                                   |
| 지하 2층 | 섬식 승강장, 왼쪽 출입문이 열림    |                                   |
| 지하 2층 | → ■ 2호선 외선순환 방면(베이징 역) |                                   |
| 지하 3층 |                                    | ← ■ 5호선 텐퉁위안베이 방면(둥단) |
| 지하 3층 | 섬식 승강장, 왼쪽 출입문이 열림    |                                   |
| 지하 3층 | → ■ 5호선 쑹자좡(츠치커우)         |                                   |

## 출구
2호선 충원먼역에는 모두 6개의 출구가 있다.(A1 북서쪽, A2 북서쪽 동, B1 북동쪽 동, B2동 북서쪽, C 남동쪽, D1 남서쪽.) 5호선 충원먼역은 모두 4개의 출구를 가지고 있다. 그러나 5호선 개통 이후 융허궁·둥단 등 환승역은 모두 출구 번호가 중복되는 문제가 발생했다. 5호선만의 문제에도 불구하고 출구 명칭의 모호함은 승객들에게 어느 정도 문제가 되고 있다. 2016년 10월 이후 충원먼역은 기존 5호선 A출구, B출구, C출구, D출구가 각각 E출구, F출구, G출구, H출구로 바뀌었다.

## 역 주변
- 베이징 역
- 둥단 공원(東単公園)
- 동인당(同仁堂)
- 둥단 스포츠 센터(東単体育中心)
- 베이징 일보 본사
- 베이징 병원
- 베이징 만보 본사(北京晩報)

## 역사
- 1969년 10월 1일 개통
- 1977년 일반에게 개방
- 1980년 외국인에게 개방
- 1984년 9월 20일 2호선 전노선 개통
- 2007년 10월 7일 5호선 개통

## 전후역
- ■ 2호선
  - 첸먼 역 (208) - 충원먼 역(209) - 베이징 역 (210)
- ■ 5호선
  - 츠치커우역 - 충원먼 역 - 둥단 역

## 같이 보기
- 베이징 지하철
- 베이징 지하철 2호선
- 베이징 지하철 5호선
- 숭문문(崇文门)